# Chordodes curvicillatus
Chordodes curvicillatus är en tagelmaskart som beskrevs av Kirjanova och Spiridonov 1989. Chordodes curvicillatus ingår i släktet Chordodes och familjen Chordodidae. Inga underarter finns listade i Catalogue of Life.